# خفاش حدوة الحصان الصيني الأصهب
خفاش حدوة الحصان الصيني الأصهب (الاسم العلمي: Rhinolophus sinicus) هو نوع من أنواع الخفافيش التي تنتمي لعائلة خفاش حدوة الحصان (الاسم العلمي : Rhinolophidae) . يتواجد هذا النوع من الخفافيش في الصين والهند ونيبال وفيتنام.
يتم الخلط بين هذه الأنواع من خفافيش حدوة الحصان بسهولة مع خفاش حدوة الحصان الوسطي (الاسم العلمي : R. affinis)؛ وهو بدوره نوع اخر من أنواع خفافيش حدوة الحصان. مع ذلك؛ الطريقة الأفضل لتمييز خفاش حدوة الحصان الصيني الأصهب عن خفاش حدوة الحصان الوسطي، هي من خلال الجانب المستقيم للجزء الرمحي من انفها (الجزء الرمحي هو الجزء العلوي من الانف عند البعض من أنواع الخفافيش، بالإنجليزية يدعى Lancet), ويمكن تمييزهما أيضا عن طريق عظمة السلامى الثانية في الإصبع الثالث؛ التي تكون قصيرة نسبيا عند خفافيش حدوة الحصان الصيني الأصهب(طولها هو اقل من <66 ٪ من طول عظمة مشط اليد؛ مصدر: كسوربا وآخرون 2003 - بالإنجليزية Csorba et al. 2003).

## أنواع فرعية
يوجد سلالتين من خفاش حدوة الحصان الصيني الأصهب (الاسم العلمي: Rhinolophus sinicus):   
- R. s. septentrionalis
- R. s. sinicus

## حالة الحفظ
تم تصنيف حالة الحفظ الخاصة بخفافيش حدوة الحصان الصيني الأصهب على انها من الأنواع الأقل اهتمامًا؛ أي ان هذا النوع من الخفافيش غير مهدد بخطر الانقراض، وقد تم تقييم حالتها هذه من قبل القائمة الحمراء للأنواع المهددة بناءا على أن هذا النوع من الخفافيش واسع الانتشار والتواجد إلى حد ما وهي شائعة محليًا في مناطق جنوب شرق آسيا. هذه الأنواع من الخفافيش غير مدرجة في قانون جمهورية الصين الشعبية الذي يتعلق بحماية مخلوقات الحياة البرية -اصدر في عام 1989-. 

## أمراض
تعتبر الخفافيش من هذا النوع كخزان طبيعي (اصل الفيروس) لفيروس كورونا المرتبط بالمتلازمة التنفسية الحادة الشديدة. مثال على سلالة واحدة من الفيروسات الموجودة في هذا النوع من الخفافيش؛ هي فيروس الخفافيش كورونا ويف1 الشبيه بفيروس كورونا المرتبط بالمتلازمة التنفسية الحادة الشديدة.